# Ganesa Macula
Ganesa Macula est une formation circulaire sombre, large de 160 km, située à la surface de Titan, satellite naturel de Saturne, par 50° N et 87,3° W.

## Nature géologique
Cette formation avait dans un premier temps été interprétée comme un possible « dôme en crêpe » cryovolcanique, le résultat d'un mélange d'eau et d'ammoniac fluide sortant du centre du dôme et s'étalant sur le pourtour avant de geler en formant une sorte de « galette »,, car son apparence sur les images obtenues par Cassini au radar à synthèse d'ouverture (SAR) ressemble beaucoup à celle des farra obtenues par Magellan sur Vénus : forme circulaire, circonférence brillante selon l'orientation de sa courbure, surface plane et lisse au sommet apparaissant sombre au radar, point central brillant, et stries radiales ; cette analogie a conduit pendant plusieurs années à étudier Ganesa Macula à l'aune des farra vénusiens,.
Cette interprétation a dû néanmoins être revue en 2008 à la suite de relevés topographiques calculés à partir des données radar de Cassini qui ont été recoupées sur plusieurs passages au-dessus de certaines régions de Titan sous des angles différents afin d'obtenir une vue stéréoscopique de ces régions : il apparaît que Ganesa Macula ne présente nullement la topographie en plateau d'un farrum, mais correspondrait au contraire à une dépression très érodée,.
La nature de cette formation demeure donc à élucider, son origine cryovolcanique n'étant pas pour autant exclue : il pourrait par exemple s'agir d'un volcan bouclier ou d'un volcan-crêpe effondré et très érodé, mais cette structure pourrait tout autant résulter d'un mécanisme particulier d'érosion d'un cratère d'impact chargé de matériaux extérieurs apportés par les vents, sans rapport avec un quelconque cryovolcanisme.